# Käsegruppe
Als Käsegruppe bezeichnet man in Deutschland Käsesorten ähnlicher Zusammensetzung. In der Käseverordnung bezieht man sich dabei auf den Wassergehalt in der fettfreien Käsemasse. Dies steht im Gegensatz zum  Fettgehalt in der Trockenmasse.
Man unterscheidet folgende Gruppen:
- Hartkäse: 56 % Wassergehalt oder weniger, Trockenmassegehalt mindestens 60 %. Beispiele sind Bergkäse, Emmentaler, Manchego, Pager, Parmesan, Pecorino
- Schnittkäse (auch Fester Schnittkäse): Wassergehalt mehr als 54 % bis 63 %, Trockenmassegehalt mindestens 49 %. Beispiele sind Edamer, Gouda, Tilsiter
- Halbfester Schnittkäse: Wassergehalt 61 % bis 69 %, Trockenmassegehalt beträgt mindestens 44 %. Beispiele sind junger Schnittkäse, Butterkäse
- Sauermilchkäse: Wassergehalt 60 % bis 73 %. Ein Mindestgehalt an Trockenmasse ist nicht vorgeschrieben. Beispiele sind Harzer Käse, Mainzer Käse, Kochkäse, Handkäse
- Weichkäse: Wassergehalt mehr als 67 %, Trockenmassegehalt mindestens 35 %. Beispiele sind Brie, Romadur, Münsterkäse, Feta, Camembert
- Frischkäse: Wassergehalt mehr als 73 %, Trockenmassegehalt mindestens 18 %. Beispiele sind Speisequark/-topfen, Hüttenkäse, Ricotta

Von dieser Systematik ausgenommen sind Molkenkäse, Molkeneiweißkäse, Käse, der aus oder in einer Flüssigkeit wie Salzlake, Molke oder Speiseöl in den Verkehr gebracht wird, sowie Pasta-filata-Käse.
Der Streichkäse entspricht einer anderen Systematik, nämlich aus der Benutzerperspektive: Käse, den man auf das Brot streicht (im Gegensatz zu den Käsen, die man auf das Brot legt).
Der Wassergehalt des Käses wird durch den Entzug von Molke aus der durch Dicklegung von Milch erlangten Dickete eingestellt. Bei Hart-, Schnitt- und Weichkäse wird die Dickete mit einer Käseharfe zum Käsebruch kleingeschnitten. Anschließend wird der Käsebruch gebrannt, d. h. je nach Käsesorte auf bis zu 55 °C erhitzt. Je kleiner das Bruchkorn wird und je intensiver der Käsebruch gebrannt wird, desto mehr Molke wird aus dem Käsebruch abgesondert, und desto höher wird die Trockenmasse. Anschließend wird, sofern Hart- oder Schnittkäse gewonnen werden soll, der aus dem behandelten Bruch geformte Käselaib gepresst. Dadurch wird weitere Molke abgetrennt, so dass der Käse härter wird. Durch ein anschließendes Salzbad kann dem Käse noch mehr Wasser entzogen werden. Bei Frischkäse wird die Molke hingegen nicht durch eine Käseharfe, sondern durch ein Käsetuch oder Filterbänder abgeschieden.